# Trypha atriceps
Trypha atriceps är en stekelart som beskrevs av Henry Keith Townes, Jr. 1970. Trypha atriceps ingår i släktet Trypha och familjen brokparasitsteklar. Inga underarter finns listade i Catalogue of Life.